# Estadio Jorge Calero Suárez
Het Estadio Jorge Calero Suárez is een multifunctioneel stadion in Metapán, een stad in El Salvador. Het stadion werd vroeger Estadio Los Sauces genoemd en de bijnaam is nog steeds 'Los Sauces'.
Het stadion wordt vooral gebruikt voor voetbalwedstrijden, de voetbalclub AD Isidro Metapán maakt gebruik van dit stadion. In het stadion is plaats voor 10.000 toeschouwers. Het stadion werd geopend in 1996.